# Gornal (metrostation)
Gornal is een metrostation van de metro van Barcelona in Gornal, een buurt van L'Hospitalet de Llobregat, en wordt aangedaan door FGC metrolijn L8, sommige andere FGC lijnen onder de collectieve naam Metro del Baix Llobregat en twee RENFE lijnen. De stationsnaam voor de RENFE-lijnen is Bellvitge, door de aanwezigheid in de buurt Bellvitge. Het station is geopend in, toen het gedeelte van lijn 8 tussen Ildefons Cerdà en Sant Josep deel ging uitmaken van het ondergrondse metronetwerk.

## Lijnen
Lijnen van Ferrocarrils de la Generalitat de Catalunya:
- Metro van Barcelona - L8
- FGC suburban lijnen:
  - S33 (Barcelona-Can Ros).
  - S4 (Barcelona - Olesa de Montserrat)
  - S8 (Barcelona - Martorell)

Lijnen van Renfe:
- Rodalies Barcelona R2 en R10.